# Vicenç Torres Costa
Vicenç Torres Costa (1950, Palma, Mallorca) és un pintor mallorquí membre del moviment Nova Plàstica Mallorquina.
Torres es formà de forma autodidàctica. Durant els anys setanta del segle XX formà part dels grups Bes (1970-71) i Criada 74 (1974). Ha exposat individualment a Palma des del 1970, a Alaró el 1982, a Manacor el 1082 i el 1990, a Eivissa el 1991 i a Alcúdia el 1991 i 1993. Participà en la mostra del pavelló balear de l'Exposició Universal de Sevilla de 1992. La seva obra, de temàtica paisatgística, urbana i marina, s'adscriu als nous expressionismes.